# Советское (Мордовия)
Советское — село в Лямбирском районе Мордовии. Входит в состав Болотниковского сельского поселения.

## История
В 1940 году село Алферьево переименовано в Советское.

## Население
| 2002 | 2010 |
| ---- | ---- |
| 18   | ↘5   |